# Aspire Tower
La Aspire Tower es una estructura de 300 metros localizada en el complejo Deportivo de la Ciudad en Doha, Catar. Diseñado por el arquitecto Hadi Simaan, AREP y el ingeniero Ove Arup, se construyó para los 15º Juegos asiáticos recibidos por Catar en diciembre de 2006. La Aspire Tower es actualmente la estructura más alta en Doha.
La torre era una señal de los Juegos asiáticos de 2006, debido a su tamaño y a estar cerca del lugar principal, el Estadio Internacional Khalifa. La torre almacenó la llama olímpica durante los juegos y es el lugar más alto donde se colocó la llama, además que era visible en todas partes de Doha durante la duración de los juegos. El diseño emplea un corazón concreto que actúa como el apoyo primario. El resto del edificio es una estructura de acero. El exterior del edificio está cubierto con una red de acero que, durante los Juegos asiáticos, festivamente fueron iluminados con luces vibrantes.
El diseñador, Sr. Simaan, ha descrito la estructura como "una celebración de tierra y cielo" y agregó a esto, " los puntales estructurales de acero que refuerzan la estructura atrás al corazón también actúan como las fuerzas visuales que crean la energía que irradia del centro en una subida centrífugas". Uno de los rasgos más interesantes de la torre es la difusión de los vídeos que muestran como fue realizada alrededor de 8 metros de una sección de la torre.
La torre incluye un cartel que anuncia un hotel de cinco estrellas con suite ballroom/banqueting, salón de conferencias, centro comercial, un restaurante, el gimnasio, espacios de licencia, salones, un museo deportivo, una suite presidencial de cuatro historias, y en la cima de los edificios, un restaurante, la barra y la cubierta de observación que proporciona vistas panorámicas de Doha.
A finales de 2007, la Aspire Tower fue completada con un costo total de 133.395.000 EUR (173,500,510 USD).